# Mięsień półkolcowy
Mięsień półkolcowy (łac. musculus semispinalis) – w anatomii człowieka mięsień należący do grupy długich głębokich mięśni grzbietu. Położony jest w odcinku piersiowym i szyjnym kręgosłupa, przykrywając w tym odcinku mięsień wielodzielny. Dzielony jest na mięsień półkolcowy klatki piersiowej i szyi (musculus semispinalis thoracis et cervicis) i mięsień półkolcowy głowy (musculus semispinalis capitis), a te z kolei na mniejsze części. Składa się z połączonych ze sobą wiązek mięśniowych łączących w części piersiowej i szyjnej wyrostki poprzeczne z wyrostkami kolczystymi, przy czym każda z wiązek kończy się przeważnie 5–7 kręgów wyżej niż się zaczynała, a w części głowowej wyrostki poprzeczne i wyrostki stawowe z kością potyliczną. 
Mięsień półkolcowy klatki piersiowej i szyi rozpoczyna się na wyrostkach poprzecznych wszystkich kręgów piersiowych, a kończy na wyrostkach kolczystych pięciu–sześciu górnych kręgów piersiowych i sześciu dolnych kręgów szyjnych. Włókna kończące się do najwyższego kręgu piersiowego zaliczane są do mięśnia półkolcowego klatki piersiowej, a te kończące się wyżej – do mięśnia półkolcowego szyi. Mięsień półkolcowy głowy rozpoczyna się na wyrostkach poprzecznych sześciu górnych kręgów piersiowych, a także wyrostkach poprzecznych i wyrostkach stawowych kręgów szyjnych IV–VII, a kończy się na łusce kości potylicznej pomiędzy kresą karkową górną a kresą karkową dolną. Przyśrodkowa część mięśnia półkolcowego głowy, przedzielona poprzeczną smugą ścięgnistą, nosi nazwę mięśnia dwubrzuścowego głowy (musculus biventer capitis), a część boczna – mięśnia splecionego większego (musculus complexus major).
Mięsień półkolcowy w części piersiowo-szyjnej unerwiony jest przez przyśrodkowe nerwy od gałęzi tylnych nerwów rdzeniowych Th4–12 i C3–6, a w części głowowej – przyśrodkowe i boczne odgałęzienia nerwów rdzeniowych C1–5.
Część piersiowo-szyjna mięśnia półkolcowego działając jednostronnie zgina część piersiową i szyjną kręgosłupa do boku i obraca w stronę przeciwną, a przy działaniu obustronnym prostuje część szyjną kręgosłupa. Mięsień półkolcowy głowy w działaniu jednostronnym zgina głowę w bok i obraca w przeciwną stronę, a działając obustronnie zgina głowę w tył (zwiększa się lordoza szyjna).